# アブ・シンベル空港
アブ・シンベル空港（阿: مطار أبو سمبل、英: Abu Simbel Airport）はエジプト・アラブ共和国南部の都市アブ・シンベルにある空港。

## 概要
エジプトを代表する世界遺産であるアブ・シンベル神殿への玄関口である。

## 就航路線

### 国内線
| 航空会社     | 就航地                           |
| ------------ | -------------------------------- |
| エジプト航空 | アスワン、カイロ、マルサ・アラム |